# Большая Тарель
Больша́я Таре́ль — село в Качугском районе Иркутской области России. Образует Большетарельское муниципальное образование. 

## Топонимика
Народная этимология объясняет топоним Тарель древнерусским тарель — тарелка. Село расположено посреди калтуса реки Иликты, напоминающего по форме тарелку.
Однако, люди жили здесь и задолго до прихода русских. По мнению Геннадия Бутакова, в основе топонима лежит тувинское торел — родственник или тофаларское родня, схожее слово есть и в киргизском языке.

## География
Находится на реке Тарель (правый приток Правой Иликты, в 62 км к юго-востоку от районного центра, посёлка городского типа Качуг.

## Население
| 2002 | 2010 | 2011 | 2012 | 2013 | 2014 | 2015 |
| ---- | ---- | ---- | ---- | ---- | ---- | ---- |
| 234  | ↘198 | ↘197 | ↗200 | ↘197 | ↗202 | ↗204 |
| 2016 | 2017 |      |      |      |      |      |
| ↘199 | ↘197 |      |      |      |      |      |

По данным Всероссийской переписи, в 2010 году в селе проживало 198 человек (100 мужчин и 98 женщин).